# Andrij Kis
Andrij Kis (* 27. Mai 1982 in Lwiw) ist ein ukrainischer Rennrodler.

## Werdegang
Andrij Kis ist Student und lebt in Lwiw. Er rodelt seit 1998 und gehört seit 2003 dem Nationalkader der Ukraine an. Zunächst trat Kis seit der Saison 2002/03 sowohl im Einsitzer wie auch im Doppel an. Sein erstes Einzel bestritt er in Oberhof und wurde 42. In Igls konnte er sich auf den 39. Platz verbessern. In der folgenden Saison verbesserte er sein bestes Resultat bis auf Platz 28 in Igls und wurde 43. der Weltcup-Gesamtwertung. Seine Einsätze waren jedoch wie in der folgenden Saison nur sporadisch, eine Verbesserung konnte er allerdings nicht mehr erreichen.
Seit der Saison 2006/07 tritt Kis nur noch im Doppelsitzer an. Dort machte er sein erstes Rennen in der Saison 2003/04 und wurde mit seinem Partner Jurij Haiduk 22. in Sigulda und 16. in Altenberg. In der Gesamtwertung belegten sie Rang 23. In der folgenden Saison rodelte Kis sowohl mit Haiduk, wie auch zeitweise mit Anatoli Hurin. In Altenberg und Sigulda wurden er mit Hurin jeweils 21. und wurden in der Gesamtwertung 29. Mit Haiduk war ein 18. Platz in Königssee bestes Ergebnis. In der Gesamtwertung wurden beide 21. Seit der 2005/06 gehört das Doppel Kis/Haiduk fest zur Weltcup-Kader. In Oberhof erreichten sie als 17. ihr bestes Resultat und belegten in der Gesamtwertung den 19. Platz. In Winterberg starteten sie bei ihrer ersten Rennrodel-Europameisterschaften 2006 und wurden dort 17. im Doppel und Siebte im Mannschaftswettbewerb. Höhepunkt wurden die Olympischen Winterspiele 2006 von Turin, wo das Doppel bei den Wettkämpfen von Cesana Pariol 14. wurden.
Auch danach fuhren Kis/Haiduk in der erweiterten Weltspitze. In der Saison 2006/07 waren die besten Weltcup-Resultate ein 15. Platz in Winterberg und ein 14. Rang in Sigulda. Auch in der Gesamtwertung kamen beide auf den 14. Platz. Bei den Rennrodel-Weltmeisterschaften 2007 in Igls belegten sie den 18. Platz. 2007/08 hielt das Ukrainische Doppel in etwa seine Leistungen. In Sigulda erreichten sie mit den Plätzen 13 und 14 ihre besten Saisonergebnisse und wurden 16. der Gesamtwertung. Die WM 2008 in Oberhof beendeten sie als 15. Einen Platz besser waren sie bei der EM 2008 in Cesana Pariol. Ein neues bestes Ergebnis erreichten sie als 12. von Winterberg in der Saison 2008/09. Im Challenge-Cup der Saison 2008/09 erreichten Kis/Haiduk den neunten Platz.